# Callidalena
Genre
Callidalena est un genre d'araignées aranéomorphes de la famille des Agelenidae.

## Distribution
Les espèces de ce genre  se rencontrent au Mexique en Basse-Californie et  aux États-Unis en Californie,.

## Liste des espèces
Selon World Spider Catalog (version 18.0, 31/03/2017) :
- Callidalena quintin Maya-Morales & Jiménez, 2017
- Callidalena tijuana Maya-Morales & Jiménez, 2017

## Publication originale
- Maya-Morales, Jiménez, Murugan & Palacios-Cardiel, 2017 : Four new genera of funnel-web spiders (Araneae: Agelenidae) from the Baja California Peninsula in Mexico. Journal of Arachnology, vol. 45, no 1, p. 30-66.